# Castle Air Force Base

i7
i11
i13
Die Castle Air Force Base (IATA-Code: MER, ICAO-Code: KMER) war von 1941 bis 1995 ein Stützpunkt der US Air Force unmittelbar nordöstlich von Atwater, Kalifornien. Seit 1995 ist es ein ziviler Flugplatz. Der Stützpunkt verfügt über eine Start- und Landebahn (13/31) von rund 3600 Metern Länge.

## Geschichte

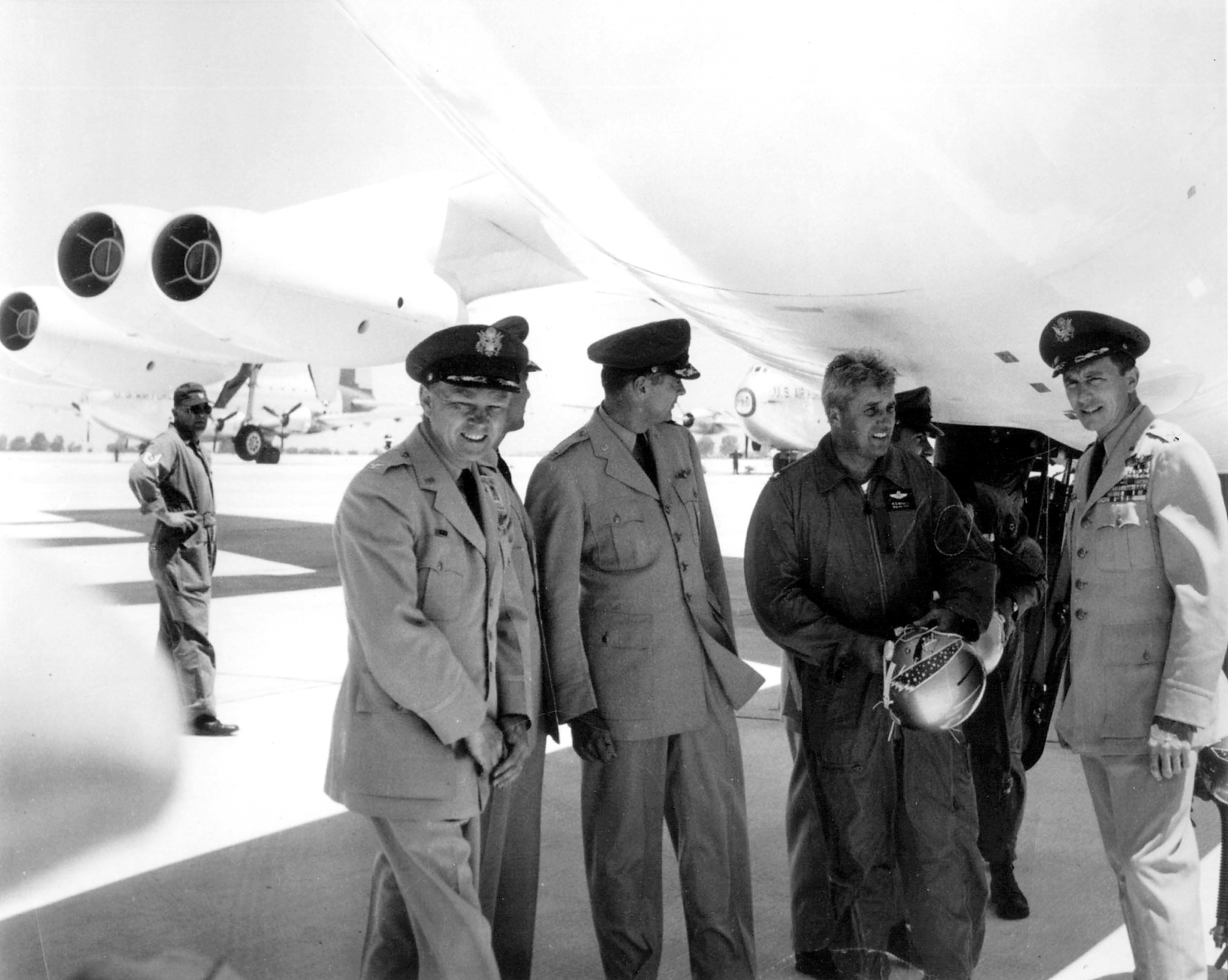
Kommandeur der 93. Bomb Wing und Crew mit der ersten einsatzbereiten Boeing B-52 am 29. Juni 1955 auf der Castle AFB

Am 8. Juli 1941 begannen die Army Air Forces mit den Bauarbeiten für ein Flugfeld bei Merced in Kalifornien. Am 20. September erhielt es die Bezeichnung Air Corps Basic Flying School, Merced und wurde am 9. Oktober 1941 in Betrieb genommen. Der Name änderte sich am 7. April 1942 in Merced Army Flying School und am 8. Mai 1943 in Merced Army Airfield. Im Herbst 1942 ließ die Luftwaffe dort die ersten beiden Hangars errichten. 
Während des Zweiten Weltkrieges nutzte die United States Army Air Forces den Stützpunkt für die Flieger-Grundausbildung und zur Fortgeschrittenen-Ausbildung der Women Airforce Service Pilots (WASP). Im Juli 1945 begannen Arbeiten an Erweiterungsflächen und einer neuen Start- und Landebahn. 
Am 17. Januar 1946 erfolgte die Umbenennung in Castle Field, zu Ehren General Frederick Walker Castle (1908–1944), der an Heiligabend 1944 nahe Lüttich, Belgien, beim Abschuss seiner B-17 Flying Fortress ums Leben kam. Seit dem 21. März 1946 gehört der Stützpunkt zum Strategic Air Command (SAC). Ihren endgültigen Namen Castle Air Force Base erhielt er schließlich am 13. Januar 1948. 
Die Castle Air Force Base war die erste, die den neuen Bomber B-52 erhielt. Die erste einsatzbereite Stratofortress wurde am 29. Juni 1955 nach Castle geflogen und bei der 93rd Bomb Wing (Heavy) in Dienst gestellt, wo sie die B-47 Stratojet ablöste. In den nächsten Jahren kamen KC-135 Stratotanker zur Unterstützung hinzu. 
Am 20. Juni 1981 eröffnete das Castle Air Museum, in dem über 70 Flugzeuge ausgestellt sind, unter anderem eine B-24 Liberator, RB-36 Peacemaker, F-100C Super Sabre und eine SR-71 Blackbird. 
1991 war die Basis erstmals von der Schließung bedroht, denn im Vergleich zu anderen Stützpunkten der US-Luftwaffe bot die Castle Air Force Base zu wenig Platz für Einsätze im Ernstfall. Die Schließung konnte aber vorerst abgewendet werden. Im Juli 1992 wechselte die Zugehörigkeit der Basis vom Strategic Air Command zum Air Combat Command (ACC). 
Ende 1995 schloss die Luftwaffe schließlich den Stützpunkt, die B-52 wechselten zur Barksdale Air Force Base und Minot Air Force Base oder wurden stillgelegt. Anschließend nahm der zivile Castle Airport (ICAO-Code: KMER) auf dem 11,2 km² großen Gelände seinen Betrieb auf.